# أنتوني ريتشاردسون (مؤلف)
أنتوني ريتشاردسون (بالإنجليزية: Anthony Richardson)‏ (1899، لندن في المملكة المتحدة - 1964 في المملكة المتحدة)؛ روائي بريطاني.